# 산양초등학교 추도분교
산양초등학교 추도분교는 경상남도 통영시 산양읍 추도대항길 12-2 (추도리)에 있었던 초등학교 분교이다.

## 연혁
- 1922년 3월 1일 추도 대화강습회 설립
- 1943년 4월 1일 추도간이학교 인가
- 1944년 3월 1일 추도공립국민학교 승격
- 1944년 4월 24일 개교
- 1968년 10월 4일 도서실 설치
- 1985년 2월 29일 병설유치원 인가
- 1990년 3월 1일 산양국민학교 추도분교장으로 격하
- 1990년 3월 27일 병설유치원 폐원
- 1997년 3월 1일 폐교